# 川端善明
川端 善明（かわばた よしあき、1933年〈昭和8年〉1月5日 - ）は、日本の国語学者・国文学者。学位は、文学博士（九州大学・論文博士・1989年）。京都大学名誉教授。

## 来歴・人物
京都府生まれ。1955年（昭和30年）京都大学文学部国語国文学科卒業、1961年（昭和36年）同大学院博士課程単位取得満期退学。
同退学後、大阪女子大学助手、講師、助教授、1974年（昭和49年）京都大学教養部助教授、教授、1996年（平成8年）定年退官、名誉教授、大谷女子大学教授、2001年（平成13年）京都女子大学教授。2005年（平成17年）退職。1989年（平成元年）「活用の研究」で九州大学より文学博士の学位を取得。
妻は佐野えんねの長女の川端春枝、長女は児童文学研究者の川端有子、長男は日本史学者の川端新。

## 著書

### 単著
- 『鬼と仏と人間の小さな物語 宇治拾遺物語』平凡社名作文庫 1978
- 『活用の研究』1-2 大修館書店 1978-79 のち清文堂出版
- 『宇治拾遺ものがたり 遠いむかしのふしぎな話』1995 岩波少年文庫
- 『聖と俗男と女の物語 今昔物語新修』2010 集英社

### 共編訳
- 『今昔物語集 本朝世俗部』全4巻 阪倉篤義、本田義憲と校注 新潮日本古典集成 新潮社 1978-1984
- 『集英社国語辞典』森岡健二,徳川宗賢,中村明,星野晃一共編 集英社 1993
- 『日本語文法 体系と方法』仁田義雄共編 ひつじ書房 1997
- 『古事談・続古事談』荒木浩と校注 新日本古典文学大系 岩波書店 2005
- 『聖と俗男と女の物語 今昔物語新修』編訳 創美社 2010

## 論文
- CiNii>川端善明